# Корнфельд, Яков Абрамович
Яков Абрамович Корнфельд (Яков Хаим-Абрамович Коренфельд; 12 [24] февраля 1896, Бердичев — 4 июня 1962, Москва) — советский архитектор, архитектурный критик и преподаватель. Член-корреспондент Академии архитектуры СССР.

## Биография
Родился 12 (24) февраля 1896 года в Бердичеве Киевской губернии. В 1909—1914 годах учился на архитектурном отделении Киевского художественного училища. По окончании училища был удостоен звания архитекторского помощника и учителя рисования и черчения в средних учебных заведениях. В 1915 году поступил в Высшее художественное училище при Императорской Академии художеств. В 1921—1924 годах учился во ВХУТЕМАСе.
В 1920-х годах работал в стилистике конструктивизма, стал одним из учредителей Объединения современных архитекторов (1925), участвовал в Первой выставке современной архитектуры (1927). В 1926—1928 годах состоял членом правления Московского архитектурного общества. В 1929 году состоял в Архитектурно-консультационном бюро при ВЦСПС. В 1930-х годах работал архитектором «Союзкинопроекта». С 1934 года преподавал в Московском архитектурном институте.
Жил в Москве в Большом Каретном переулке, 20 (1920—1930-е), в «доме архитекторов» на Ростовской набережной, 5 (1938—1962).
Похоронен на Донском кладбище в Москве.

## Проекты и постройки

Я. Корнфельд, В. Калмыков. Кинотеатр «Родина». Проект 1934 г.

- Электростанция Никольской хлопчатобумажной фабрики в Орехово-Зуево (1927)[6];
- Дворец культуры имени Горбунова в Москве (1929 г.; построен в 1931—1938 гг., Новозаводская улица, 27);
- Дворец культуры им. Волкова в Дрезне Московской обл. (1929, снесён в 2016);
- Дворец культуры текстильщиков в Орехово-Зуево Московской обл. (1929, открыт в январе 1930);
- Клуб строителей в Свердловске (1929—1933 гг.; впоследствии Свердловская киностудия, ныне ТЦ «Сити-Центр»);
- Дворец культуры в Воронеже (1930, соавторы П. Блохин, А. Зальцман)[7];
- Дворец труда в Москве (1932, конкурс);
- Дом промышленности в Свердловске (соавторы: Афанасьев, И. Ф. Милинис; конкурс);
- Кинотеатр «Родина» (четырёхзальный) в Москве (проект 1934 г.; осуществлён в 1938 г.);

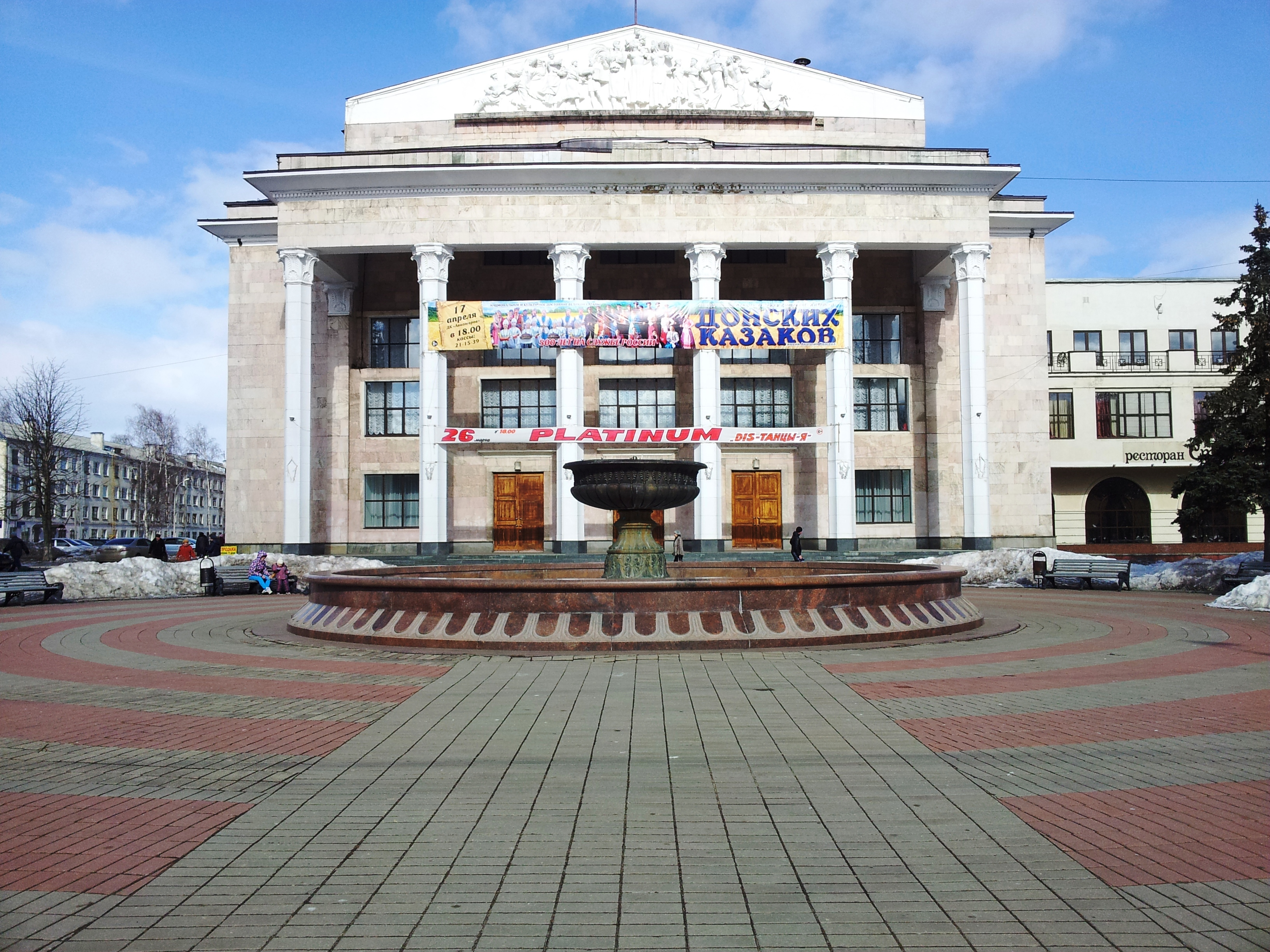
Дворец культуры моторостроительного завода в Рыбинске

- Дворец культуры моторостроительного завода в Рыбинске (1932—1937 гг.);
- Дворец культуры «Металлург» в Аше Челябинской обл. (1955 г.);
- Кинотеатр им. А. С. Пушкина (двухзальный) в Челябинске (1937 г., осуществлён);
- Дом культуры завода им. Петрова в Сталинграде (1949—1954 гг.);
- Дом культуры Томского электромеханического завода (построен в 1949—1957)[8];
- Кинотеатр им. М. Горького (двухзальный) в Магнитогорске (1950 г.);
- Кинотеатр «Победа» на ул. Ленина, д. 22 в Орле (1952 г.);
- Дом культуры им. Ленина завода «Красный Октябрь» в Сталинграде;
- Дом культуры тракторного завода в Сталинграде (1954 г.);
- Дворец культуры им. Ленина в Перми на Уральской ул., д. 93 (1963 г., соавтор Заикин М. Т.)
- Дом культуры «Октябрь» в Самаре в посёлке Мехзавод[9]

### Книги
- Корнфельд Я. А. Театры. — М.: Издательство Академии наук СССР, 1948. — 27 с.
- Союз архитекторов СССР. Правление. Пленум 1950 г. Редактор. Москва. 1951 г.
- Былинкин Н. П.,  Корнфельд Я. А., Михайлов А. И. и др. История советской архитектуры. — М.: Акад. архитектуры СССР. Ин-т истории и теории архитектуры, 1951. — 827 с.
- Корнфельд Я. А. Лауреаты Сталинской премии в архитектуре. 1941—1950. — М.: Гос. изд-во лит-ры по строительству и архитектуре, 1953. — 237 с.
- Быков В. Е., Домшлак И. П., Корнфельд Я. А. Архитектура рабочих клубов и дворцов культуры. — М.: Гос. изд-во лит. по строительству и архитектуре, 1953. — 311 с.
- Дружинина-Георгиевская Е. В., Корнфельд Я. А. Зодчий А. В. Щусев. — М.: Издательство Академии наук СССР, 1955.
- Былинкин Н., Володин П., Корнфельд Я. История советской архитектуры, 1917—1958 гг. — Москва: Стройиздат, 1962. — 361 с.

### Статьи
- Корнфельд Я. А. Архитектура на Первом всесоюзном съезде по гражданскому и инженерному строительству/ // Современная архитектура. — 1926. — № 2. — С. 58.
- Корнфельд Я. А. Вопросы организации проектирования. Заметки архитектора // Архитектура СССР. — 1937. — № 12. — С. 54—57.
- Архитектура Свердловска // Архитектура СССР. 1938. № 2. — С. 44-49.
- Интерьеры Дворца Советов // Архитектура СССР. 1938. № 11. — С. 38-43.
- Архитектура выставки // Архитектура СССР. 1939. № 9. — С. 4-29.
- Центральный театр Красной армии // Архитектура СССР. 1940 № 8. — С. 26.
- Ансамбль улицы Горького в Москве // Архитектура СССР. 1940. № 12. — С. 4-14.
- Театр оперы и балета в Ташкенте // Архитектура и строительство. 1948. № 2. — С. 12-16.
- Творчество академика А. В. Щусева // Архитектура и строительство. 1948. № 9. — С. 4.
- Корнфельд Я. А. Выдающиеся произведения советской архитектуры // Архитектура и строительство. — 1949. — № 12.
- Сталинские премии за 1950 // Архитектура СССР. 1952. № 1. — С. 14-18.

## Архивные источники
- РГИА, ф. 789, оп. 13, 1915 г., д. 110. Личное дело, заведенное в Имп. Академии художеств.
- РГАЛИ, ф. 3321, дд. — все. Личный фонд Корнфельда А. Я.